# Île de la Gonâve
Île de la Gonâve (Haïtiaans-Creools: Lagonav) is een eiland en arrondissement in de Caribische Zee, dat deel uitmaakt van Haïti. Het heeft 87.000 inwoners.

## Geografie
Île de la Gonâve is 57 kilometer lang en 15 kilometer breed. Het eiland heeft een oppervlakte van 743 km² en is hiermee het grootste eiland van Haïti. Het is omgeven door riffen. Het eiland zelf is kaal en heuvelachtig. Het hoogste punt ligt zo'n 300 meter boven de zeespiegel.

## Bestuurlijke indeling
Bestuurlijk gezien is La Gonâve een arrondissement van het Haïtiaanse departement Ouest. De postcodes van het arrondissement La Gonâve beginnen met het getal 65.
Het arrondissement La Gonâve bestaat uit de volgende gemeenten:
- Anse-à-Galets (hoofdplaats van het arrondissement)
- Pointe-à-Raquette

La Gonâve is een van de twee arrondissementen van Haïti waar de gelijknamige gemeente niet de hoofdplaats is. Het andere arrondissement is Marmelade.

## Geschiedenis
Nadat koningin Anacaona van de Taíno-stam en haar hofhouding in 1503 in opdracht van de Spaanse gouverneur Nicolás de Ovando waren vermoord, vluchtten de overlevenden naar Île de la Gonâve. Hiermee werd het eiland het laatste toevluchtsoord van de inheemse bevolking op Haïti.
Tijdens de bezetting van Haïti door de Verenigde Staten van 1915 tot 1934 kreeg sergeant Faustin Wirkus in 1925 de opdracht om Île de la Gonâve te besturen. Hij deed dit op zo'n vriendelijke manier dat de bevolking hem uitroep tot "Koning Faustin I". Later schreef hij hierover het boek "The White King of La Gonave". Ook regisseerde hij in 1933 de documentaire Voodo over deze episode, waarin hij zelf de hoofdrol speelde.

## Moderne tijd
In 1976 raasde een orkaan over het zuiden van Haïti. Enkele landbouwers vertrokken daarna naar Île de la Gonâve omdat ze hoopten daar meer geluk te hebben. Op het droge landschap van het eiland is landbouw echter ook moeilijk, zodat er nu nog maar weinig mensen wonen.
Île de la Gonâve heeft toeristisch potentieel vanwege de stranden en riffen rond het eiland. Dit potentieel is echter niet ontwikkeld.